# تانغو جيم وركس
تانغو جيم وركس (بالإنجليزية: Tango Gameworks) ، هي شركة ألعاب فيديو تابعة لشركة زيني ماكس ميديا الأمريكية، ويقع مقرها الرئيسي في مدينة أودايبا التابع لمقاطعة طوكيو باليابان، وأنتجت أول ألعابها وهي لعبة ذا إيفل ويذين.

## مصدر
1. ↑  More prominent industry vets join Tango Gameworks as new mysterious artwork appears | VG247 نسخة محفوظة 25 ديسمبر 2016 على موقع واي باك مشين.

## وصلات خارجية
- تانغو جيم وركس على موقع IMDb (الإنجليزية)

- tangogameworks.com